# Aethaloessa
Aethaloessa is een geslacht van vlinders  van de familie van de grasmotten (Crambidae), uit de onderfamilie van de Spilomelinae. De wetenschappelijke naam voor dit geslacht is voor het eerst gepubliceerd in 1963 door Julius Lederer. 

## Soorten
- Aethaloessa calidalis (Guenée, 1854)
- Aethaloessa floridalis (Zeller, 1852)
- Aethaloessa rufula Whalley, 1961